# Lorne Earl Blanchard
Pour les articles homonymes, voir Blanchard.
Lorne Earl Blanchard (6 juin 1883-1967) est un homme politique provincial canadien de la Saskatchewan. Il représente la circonscription de Cumberland à titre de député du Parti libéral de la Saskatchewan de 1948 à 1952. 

## Biographie
Né à San Antonio au Texas, Blanchard est le fils de C.L. Blanchard et de Caroline Woodbury et il étudie à Cleveland en Ohio. Il sert dans le United States Marine Corps avant de s'établir au Canada en 1906. En 1910, il épouse Myrtle Cousins. 

## Carrière politique
Il entame sa carrière politique en siégeant au conseil municipal de Creighton dans le nord-est de la Saskatchewan, ainsi qu'au conseil scolaire de l'école locale. Simultanément, il occupe le poste de juge de paix et de registraire pour les statistiques. 
Élu député en 1948, il ne siège à l'Assemblée législative de la Saskatchewan que pendant un seul mandat.

## Après la politique
Blanchard travaille ensuite pour le Département des autoroutes de la Saskatchewan et en tant que contremaître de la Hudson Bay Mining and Smeilting Company. Il enseigne également pendant six ans dans l'atelier d'usinage de l'Université de la Saskatchewan. Autour de 1958, il s'établit à Saskatoon.